# Видения
Виде́ния — литературный средневековый жанр, характеризующийся, с одной стороны, наличием образа «ясновидца» (устар. прозорливца) в центре повествования и, с другой, потусторонним, загробным, эсхатологическим содержанием самих зрительных образов, явленных ясновидцу. Сюжет видения излагается от лица визионе́ра, которому он, якобы, был открыт трансцендентной силой посредством сновидения или галлюцинации. Представлен в древнерусской, средневековой латинской, мусульманской, гностической, древнееврейской и других литературах.

Некоторые исследователи, такие как Н. И. Прокофьев и Р. О. Шор, автор статьи «Видение» из «Литературной энциклопедии» (1929—1939), называют видения «публицистическим» и «повествовательно-дидактическим» жанром. Действительно, общение человека с трансцендентным миром в средневековых видениях не являлось самоцелью, а выступало лишь средством к передаче какого-либо злободневного дидактического содержания.

## Видения в средневековой европейской литературе
В книге «Средневековые латинские видения» Б. И. Ярхо исследует жанр видения, определяя его с точки зрения формы и содержания. К формальным аспектам жанра исследователь относит, во-первых, дидактичность самого жанра видений, которые должны открыть читателю некоторые истины; во-вторых, наличие образа «ясновидца» (или визионера), который обладает двумя функциями: «он должен воспринимать содержание видения чисто духовно» и «должен ассоциировать содержание видения с чувственными образами». В-третьих, к формальным аспектам относятся психофизиологические явления, то есть обстановка и обстоятельства видения: летаргия, галлюцинации, сновидение.
Содержательное наполнение жанра видений зиждется на описании картин загробного мира, призраков и явлений потусторонней силы, а также эсхатологии. Кроме того, средневековые видения могут наполняться и злободневным содержанием, соседствующим с «вечным», то есть загробным, потусторонним: в видения могут проникать социально-политические контексты и др.
Б. И. Ярхо обращает внимание на внутреннее строение видений, выделяя два типа — «одновершинные» видения и «многовершинные» (эсхатологические) видения. Строение видений второго типа может быть «архаическим», «классическим» и «усложненно систематизированным».
По поводу генезиса средневековых видений Р. О. Шор в «Литературной энциклопедии» (1929—1939) пишет:
До XII века все видения (кроме скандинавских) написаны по-латыни, с XII века появляются переводные, а с XIII — оригинальные видения на народных языках. Наиболее законченная форма видений представлена в латинской поэзии духовенства: жанр этот по своим истокам тесно связан с канонической и апокрифической религиозной литературой и близок к церковной проповеди.
Апогеем развития средневекового жанра видения считается «Божественная комедия» Данте, которую можно назвать развернутым видением, основываясь на её повествовательных и композиционных особенностях.

## Деформация жанра видений
В ходе эволюционного развития жанр видений в европейской литературе претерпевает закономерные исторические изменения: видения начинают использоваться авторами как средство передачи сатирического содержания, для написания памфлетов на злободневные обстоятельства. Как отмечает Р. О. Шор,
с X века форма и содержание видений вызывают протест, идущий часто от деклассированных слоёв самого духовенства (нищих клириков и школяров-голиардов). Протест этот выливается в пародические видения. С другой стороны, формой видений овладевает куртуазная рыцарская поэзия на народных языках: видения приобретают здесь новое содержание, становясь обрамлением любовно-дидактической аллегории, — таковы, например, «Fabliau dou dieu d’Amour» (Повесть о боге любви), «Venus la déesse d’amors» (Венера — богиня любви) и наконец — энциклопедия куртуазной любви — знаменитый «Roman de la Rose» («Роман Розы») Гильома де Лорриса.

## Видения в древнерусской литературе
Жанр видений был одним из типичных жанров древнерусской литературы, кроме того, его отдельные элементы могли проникать и в структуру других жанров древнерусской книжности, например, Н. И. Прокофьевым черты жанра видений были обнаружены в повестях, хождениях, житиях, знамениях и многих других источниках.
Композиция традиционного древнерусского видения такова: сюжет начинается с молитвы, предваряющей психофизиологические состояния, которые сопровождаются видениями. Затем герой видит потусторонние силы, которые, являя визионеру «откровение», решают какой-то вопрос. Описывается испуг ясновидца, после чего вскрывается смысл самого «откровения». В заключении эти самые силы призывают визионера проповедовать увиденное.
Характер образов в древнерусских видениях двоякий: они могут быть как персонажами христианской мифологии, которые не нуждаются в толковании, так и символическими или аллегорическими образами живой природы. Исследуя генезис видений, Н. И. Прокофьев возводит их к жанру сновидений, весьма популярному в античности.
Героями древнегреческого эпоса нередко являются боги, причем это явление дается обычно в сновидениях, —
пишет литературовед.
Некоторые исследователи делают вывод о том, что жанр видений постепенно исчезает из литературы после петровской эпохи. Противоположной точки зрения придерживается А. В. Пигин, который в своей книге «Видения потустороннего мира в русской рукописной книжности» приводит целый корпус текстов, свидетельствующих о том, что жанр видений в русской рукописной традиции не умирает и в XIX—XX веках, и также обращает внимание на малую изученность жанра.
Определяя предмет древнерусских видений, он говорит о «малой эсхатологии», то есть об учении о посмертной судьбе человеческой души, и о «большой эсхатологии» — учении о конце света:
Предметом видений является «малая» (или «частная») эсхатология, поскольку весь интерес в них сосредоточен на посмертной участи индивида. 
Он указывает на то, что видения как жанр имеют свои корни в архаических анимистических верованиях, и представления о «том свете» обнаруживаются у всех народов.

## Видения в мусульманской, гностической, древнееврейской литературах
Для мусульманского контекста существенна непосредственная связь жанра видений с циклом легенд о путешествии Мухаммеда в загробный мир (сура 17, ст. 1) и с подобным путешествием в легенде о Салихе.
«Всевозможные апокалипсисы, видения и евангелия оказались наиболее популярными жанрами среди авторов Наг Хаммади», то есть авторов-гностиков.
Среди древнееврейских памятников следует отметить «Видения Авраама» и «Видения Моисея».
Среди черт жанра видения для данных контекстов необходимо выделить вопросно-ответную форму изложения, которая связана с ритуальной основой жанра и является для него обязательной. Такая двуплановость в широком смысле может служить для связывания в тексте двух аспектов — космогонического и этического.

## Традиции жанра видений в литературе Нового времени
В новоевропейской литературе, начиная с эпохи Возрождения (а в России — с петровской эпохи), видение как жанр перестает функционировать. Тем не менее, как отмечают исследователи, визионерские мотивы проникали в литературу и в XIX веке (А. С. Пушкин, М. Ю. Лермонтов, Ф. М. Достоевский и др.), и в веке XX (поэты Серебряного века, М. А. Булгаков и др.). Можно привести примеры использования элементов видений и в зарубежной литературе: Боккаччо (сначала в пародийном ключе, а затем в традиционном), Кальдерон («Видение святого Патрика», «Дама привидение» , «Жизнь есть сон»), Кольридж (поэма «Кубла-Хан»), Байрон («Тьма») и др.
Визионерская мотивика, как ни странно, активно используется символистами: для настроения мысли и установок символистов существенными чертами являются эсхатологичность, острое ощущение конца «исторического времени», близости исторических сдвигов. Основу этому положила сама эпоха рубежа веков и начала нового века, ознаменованная войнами и революциями.
Н. И. Прокофьев пишет:
Мотивы видений занимают особое место в поэтике символистов, сделавших попытку не столько творчески воспользоваться формами прошлого, сколько возродить средневековое воззрение в условиях новых общественных отношений.
Основа жанра видений проступила в романе А. Белого «Серебряный голубь», где в традициях хлыстовства даны видения Дарьяльского. Белый называл «видениями» и некоторые свои стихотворные работы.